# Viaduct van Moresnet
Het viaduct van Moresnet is een 1200 meter lange spoorwegbrug over het dal van de Geul in Moresnet. Het is een van de bekendste spoorbruggen van België. De brug is onderdeel van spoorlijn 24 (Montzenroute Antwerpen-Aken), die speciaal gebouwd is voor het transport van Duitse artillerie en troepen naar het front tijdens de Eerste Wereldoorlog in 1915-1916. Tussen 2002 en 2005 is het viaduct gerenoveerd. De brugdelen werden vervangen en de pijlers werden gerestaureerd. De brug sluit in het oosten aan op de Gemmenichertunnel die onder de Vaalserberg doorgaat. In het westen ligt het spooremplacement van station Montzen met daarachter de Tunnel van Remersdaal.

## Constructie
Het viaduct bestaat uit 22 stalen dubbelsporige brugdelen, steunend op 2 landhoofden, 5 steunpijlers en 16 gewone pijlers uit stampbeton (een nieuwe techniek in die tijd). Elk van de brugdelen is 48 meter lang en weegt ongeveer 260 ton.

## Internationaal belang
De brug is een belangrijke schakel in het internationale goederenverkeer. Ze verbindt het Duitse Aken met de haven van Antwerpen en bevindt zich nabij het rangeerterrein van Montzen. De brug van Moresnet is voor België dan ook belangrijk voor de handelsbetrekkingen met Duitsland en met landen in Oost-Europa. Dagelijks passeren hier in twee richtingen 80 tot 90 goederentreinen.

## Elektrificatie
Sinds 2008 zijn de sporen over het viaduct geëlektrificeerd, net als de rest van de Montzenroute. Op de brug ligt de spanningssluis die de Belgische bovenleidingsspanning (3kV=) scheidt van de Duitse bovenleidingsspanning (15kV~). Het traject van de spanningssluis tot in de Gemmenichertunnel is het enige spoortraject in België waar 15 kV wordt gebruikt.

## Afbeeldingen

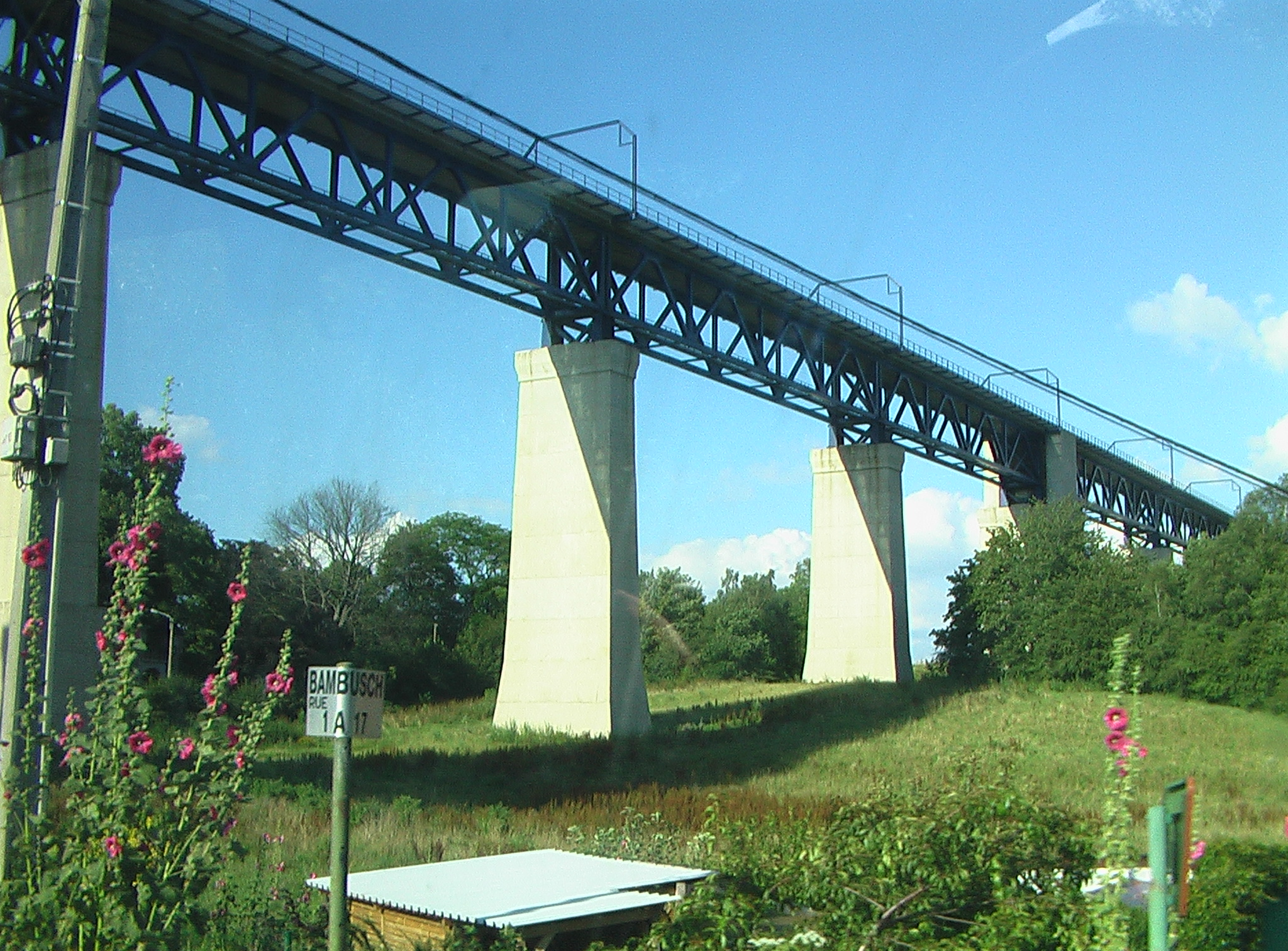
Viaduct van Moresnet
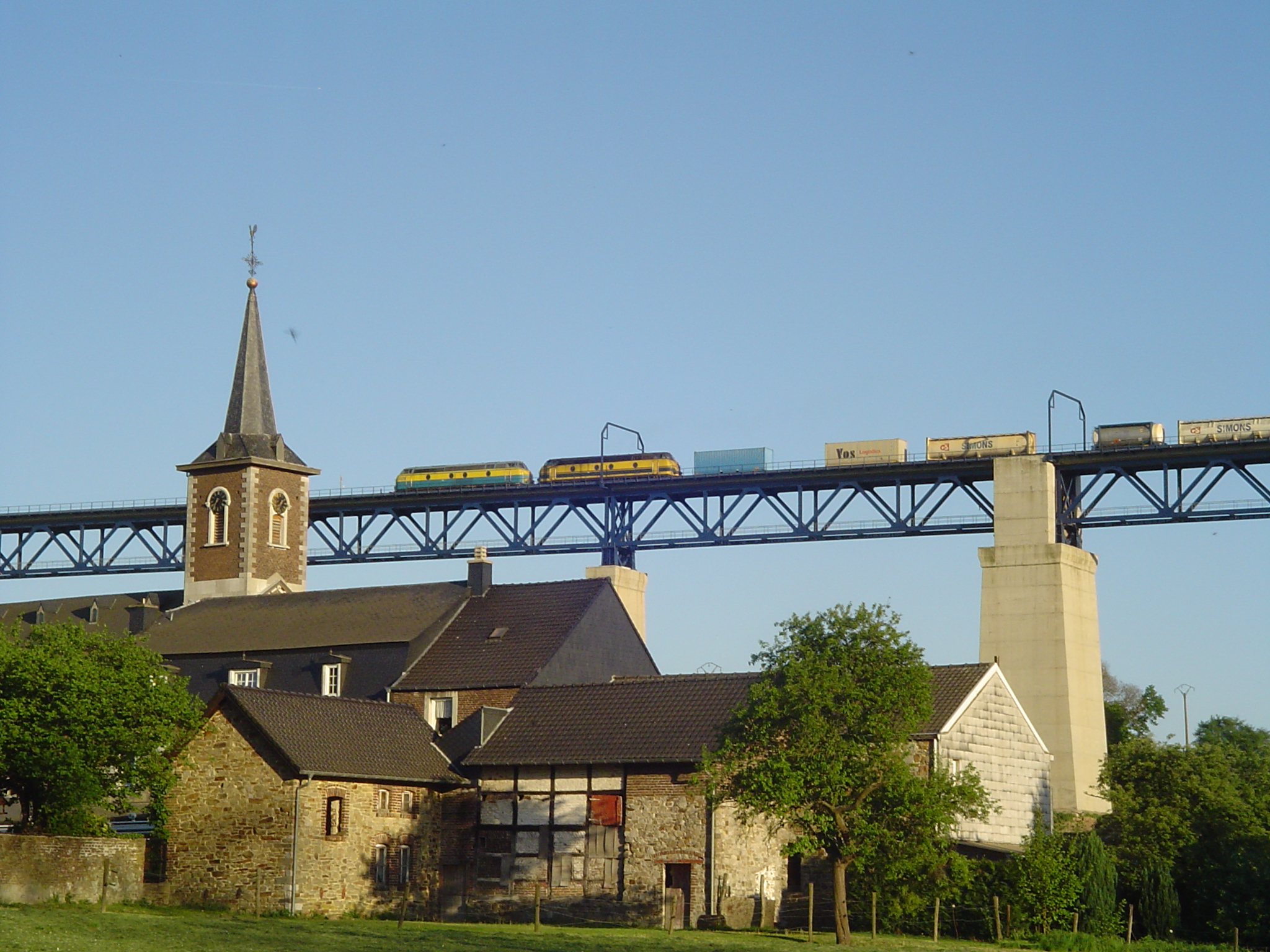
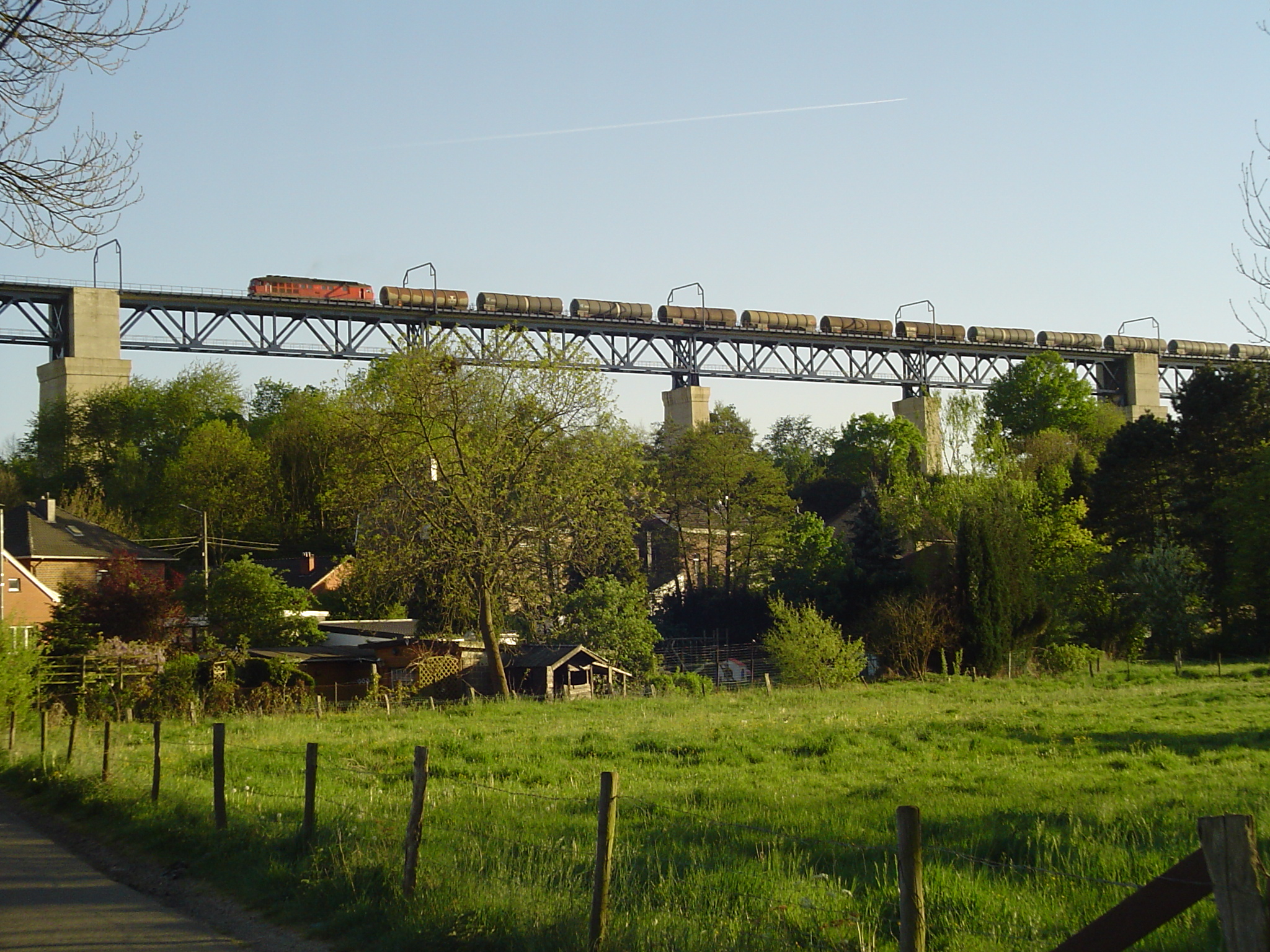